# De pottenproever
De pottenproever is het tweehonderdtweeëntwintigste stripverhaal uit de reeks van Suske en Wiske. Het is geschreven en getekend door Marc Verhaegen.
He werd gepubliceerd in De Standaard en Het Nieuwsblad van 30 augustus 1993 tot en met 20 december 1993. De eerste uitgave in de Vierkleurenreeks was in mei 1994, met albumnummer 240.

## Locaties
- België, de Kempen, Olen, gemeentehuis, pottenfontein, herberg, molen, Koninklijk Paleis van keizer Karel, Antwerpen, kathedraal, winkel op de hoek van de Kloosterstraat en het Steegken-krot, schuilplaats bendeleden, de Nete

## Personages
- Suske, Wiske, tante Sidonia, Lambik, Schrale Pier (bendeleider), geheim genootschap van de Zwarte Rat, waard, gemeentesecretaris Ser Plas, burgemeester Kobe Kley, de gemeenteraad: Jan Kop (smid); Sus Kramiek (molenaar); Mane Gort (manusje van alles); Jef Pot (herbergier); Tist Krawaat (boer); Lode de Bol (boer), keizer Karel V en zijn keizerlijke garde, Herbert (bode), de heer van Granvelle (minister van buitenlandse aangelegenheden), Don Pedro Esquilado, Olenaren, Joris, Barend, Gunter, Saartje en moeder, Antwerpenaren, verkoper, Franse huurlingen (Frans I van Frankrijk)

## Het verhaal
Suske en Wiske fietsen door de Kempen en ze komen in Olen, er is feest omdat Olen duizend jaar bestaat. Ze zien de pottenfontein op het plein en Wiske neemt een foto van het gemeentehuis. Als ze wat drinken bij een terras zien ze een ruiter te paard, maar de man zegt niks en verdwijnt spoorloos. Tante Sidonia heeft een briefje achtergelaten, ze is met Mie de Mut naar een Bruegeliaanse barbecue. De kinderen ontwikkelen de foto's, de ruiter staat er niet op, maar wel een geheimzinnige driehoek met een zwarte rat. Alle foto's bevatten dit vreemde symbool en Suske herinnert zich een boek op zolder over Kempense volksverhalen. Het geheim genootschap van de Zwarte Rat bestond uit rabauwen, in de 16e eeuw maakten ze de streek van Herentals en Olen onveilig. De bendeleider was Schrale Pier en ze lezen een toverformule om door de tijd te reizen. Ze besluiten het drankje te maken, omdat ze in hun buurt de nodige kruiden kunnen vinden, maar proberen het niet uit. Tante Sidonia komt thuis en drinkt per ongeluk het drankje omdat zij denkt dat het soep is. Ze verdwijnt en komt in 1537 terecht. Ze wil werken en ziet een bijeenkomst. Ze hoort dat de mannen voor het doden van keizer Karel een beloning uitloven. Ze kan ontkomen op een paard.
Lambik komt langs en de vrienden drinken het brouwsel ook. In het verleden aangekomen maakt Lambik een hijsinstallatie, zodat een koe de dakgoot kan schoonmaken. De dorpelingen laten van blijdschap de touwen los en de burgemeester raakt gewond. De mensen moeten in een cirkel gaan staan en de burgemeester werpt een munt, deze rolt naar Lambik en hij wordt de plaatsvervangende burgemeester. Lambik heeft echter niet helemaal eerlijk gespeeld. De gemeenteraad komt samen, alleen Lode de Bol is afwezig omdat hij ziek is. De ruiter komt in Olen aan en meldt het bezoek van keizer Karel. De bode zal een postduif met het antwoord sturen, maar Suske en Wiske zien dat het wel dezelfde kleren zijn...maar het is een andere man. Keizer Karel ontvangt op het Koninklijk Paleis de heer van Granvelle. De minister meldt veel ellende in het rijk en vertelt over een raaskallende vrouw aan de poort. Tante Sidonia wordt uit de kerker gehaald en vertelt keizer Karel over de toekomst. Ze waarschuwt voor de rattenbende, Don Pedro verdenkt Schrale Pier en komt met de waard terug. Tante Sidonia vertelt dat de waard niet de Rat is.
Twee mannen in het bos zijn blij dat de Olenaren niet door hebben dat Gunter een valse bode is. De gemeenteraad besluit bier te schenken tijdens het bezoek van de keizer, maar Lambik ziet dan een probleem. Doordat er maar één handvat aan de pot zit, kan de pot niet netjes worden aangereikt. Ook een pot met twee oren voldoet niet, en dit is een probleem want niemand heeft een pot met drie oren. Lambik besluit met de gemeenteraad naar Antwerpen te gaan om de bijzondere pot te halen. Suske en Wiske volgen de bode naar een molen. Suske gaat binnen en ziet postduiven en Wiske vindt een dolk met de beeltenis van een zwarte rat op de schede. Ze kunnen met moeite ontkomen, maar het paard werpt hen af doordat het schrikt van een vos. Wiske denkt aan het schilderij van Brueghel als ze de weg zoeken (als blinden) en in het water vallen. Ze worden gevangengenomen door Joris en Barend en worden bij de echte bode opgesloten. Tante Sidonia vertelt haar visioen over de toekomst, ze ziet de Rat en volgt hem naar een huisje.
Barend moet de gevangenen doden van de Rat en Joris moet de pot met drie oren, die in het bezit is van de Rat, naar Antwerpen brengen. Dan valt een boom Barend aan en verslaat hem, het blijkt tante Sidonia te zijn. Suske en Wiske zullen de Olenaren op de hoogte brengen en tante Sidonia zal de man met de pot met drie oren zoeken, de bode zal de bende inrekenen. Lambik en de gemeenteraad naderen intussen Antwerpen, Ser Plas, Jef Pot en Tist Krawaat zijn inmiddels afgehaakt. Ze zien de kathedraal en er is een podium voor volkstoneel, waar de mannen even uitrusten. Ze vergaderen en komen erachter dat ze geen geld meer hebben voor de pot, Jef Pot heeft dit bij zich. Ze kleden zich uit om de kleren te verkopen en het publiek heeft zich met deze voorstelling heel goed vermaakt. De mannen krijgen geld toegeworpen als ze het podium verlaten en ze gebruiken dit om de pot te kopen. Joris komt net aan met de pot met drie oren en hij verkoopt deze, maar er is net niet genoeg geld. De gemeenteraad kleedt zich weer uit, maar de verkoper zegt dan dat dit niet nodig is. Hij geeft ook nog de 19 schellingen terug en wil dat de mannen de keizer zijn groeten overbrengen.
Op de gemeenteraad verdenken ze elkaar omdat de pottenverkoper wist dat ze keizer Karel zouden zien, maar iedereen zegt dat hij te vertrouwen is. Jan Kop verdenkt de bode. Lambik valt met de pot in het water en de mannen springen hem achterna om hem te redden, maar kunnen zelf niet zwemmen. Jan Kop redt de situatie, maar de pot met drie oren is weggedreven in het (rustige) beekje. Tante Sidonia vangt Joris met een rieten mand en brengt hem naar Olen. De drie gemeenteraadsleden die afgehaakt waren, komen net terug bij het dorp en betrappen de bode. Tante Sidonia vangt de bode met een lasso en vertelt dat het een handlanger van de Rat is. De boeven worden opgesloten en Lambik en de gemeenteraadsleden keren terug, ze vertellen dat de pot met drie oren verdwenen is. Tante Sidonia vond de pot echter in het beekje toen ze iets ging drinken in de Nete. Ze zal rijstpap maken voor de keizer en Suske en Wiske overleggen in de keuken wat er met de pot met drie oren aan de hand is. De Rat sluipt 's nachts naar de pot. De keizer wordt hartelijk ontvangen door Mane en de keizer zegt genoten te hebben van zijn toespraak.
Lambik nodigt de keizer uit in de herberg de Rode Leeuw, maar als hij de pot met drie oren aan de keizer wil geven is het derde oor naar hem toe gericht. De keizer lost dit handig op en drinkt, maar valt dan neer. Granvelle is woedend als hij erachter komt dat Don Pedro een handlanger van Frans I van Frankrijk is. Don Pedro wil dat de Olenaren zich overgeven, maar tante Sidonia valt hem aan. Ze schermen, maar keizer Karel gooit dan de pot met drie oren op de schurk. Don Pedro waarschuwt dat de Fransen bijna binnenvallen, maar bode Herbert heeft de huurlingen al ingerekend met zijn mannen. Keizer Karel vertelt dat hij gewaarschuwd was, Herbert vond een tekening van de pot in de schuilplaats van de Rat. Er blijkt een geheime ruimte in de pot te zitten waar 's nachts pas vergif in was gedaan. Don Pedro is de Schrale Pier, de Rat, en wordt samen met zijn mannen overgedragen aan de krijgsraad. De rijstpap wordt binnen gebracht en het feest gaat door, er is een standbeeld voor Lambik gemaakt. Voordat het standbeeld wordt onthuld, verdwijnen de vrienden opeens. Ze komen weer in hun eigen tijd, de toverdrank blijkt uitgewerkt te zijn en Lambik belt onmiddellijk om te vragen of er een standbeeld van een burgemeester uit 1537 is gevonden. Maar dit standbeeld is al tijdens het feest in dat jaar verdwenen...

## Achtergronden

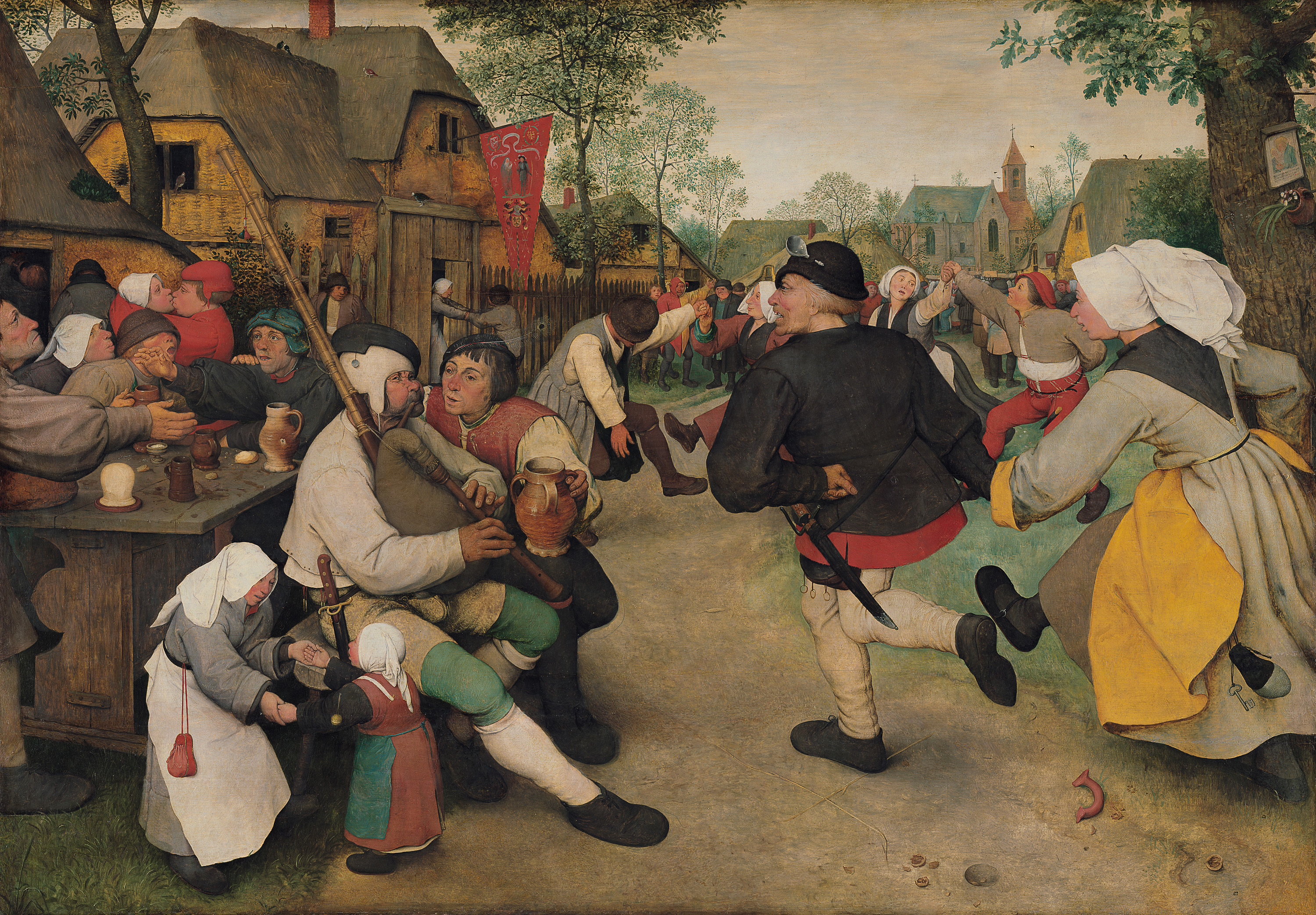
Een pot met drie oren op De boerendans van Pieter Breughel de Oude

- Het verhaal grijpt hoofdzakelijk terug op de legende van de Pot met drie oren. Het is overigens niet zeker of keizer Karel echt in Olen is geweest, zijn zus verbleef veel op haar kasteel te Turnhout. Het is dus wel mogelijk dat de keizer heeft deelgenomen aan een jachtpartij in de Kempen. Het verhaal wil dat hij zijn dorst ging lessen in een herberg.
- Daarnaast zijn er elementen van enkele andere folkloristische verhalen over de zogenaamde domheid van de inwoners van Olen in verwerkt. Suske en Wiske bezichtigen ook het dorpsplein met de fontein met de drie potten in Olen. Willy Vandersteen en Karel Verschuere bezochten deze plaats zelf ooit in het echt, en tekenden er het gastenboek.
- In strook 57 vraagt de burgemeester van Olen wie hem tijdelijk wil vervangen. Drie boeren geven elk een excuus waarom ze dit niet kunnen doen: "Mijn koeien staan op springen.", -"Mijn varkens motten vreten!", -"...En het hooi moet van het land." Dit is een verwijzing naar enkele regels uit het lied "Guus, Kom Naar Huus" (1975) door Alexander Curly.
- In strook 104 verwijzen Suske en Wiske naar het schilderij van Pieter Bruegel de Oude: De parabel der blinden en vallen vervolgens net als de blinden op dit doek ook in een gracht.
- In strook 145 onthult Jan Kop dat hij tijdens zijn vrije uren Erasmus leest.
- Een herbergier verzucht in strook 162 dat hij blij is dat ze geen volksraadpleging hoeven te houden. De gemeentesecretaris merkt op: "Stel je voor! Wij vroegen aan honderd Vlamingen... blablabla!" Dit is een verwijzing naar een typische vraag uit het op dat moment populaire VTM-spelprogramma Familieraad (dat in Nederland 5 tegen 5 als tegenhanger had).
- Er was inderdaad een verplichting voor herbergiers om bier te tappen in potten met drie oren, op meerdere plaatsen was dit gebruikelijk in de zeventiende eeuw. Als de pot niet goed was, mocht men deze stukgooien.
- Op het schilderij De boerendans uit 1566 van Pieter Breughel de Oude is een bierkruik met drie oren te zien.
- Er zijn nog vele andere volksverhalen over keizer Karel, dat was zelfs al zo tijdens zijn leven. Waarschijnlijk zijn het oudere verhalen, waarbij de machtige keizer nu een rol ging spelen. De keizer haalde veel streken uit, min of meer vergelijkbaar met die van Tijl Uilenspiegel.